# 목포산정초등학교
목포산정초등학교는 대한민국 전라남도 목포시 산정동에 있는 공립 초등학교다.

## 학교 연혁
- 1933년 6월 18일 목포제2공립보통학교 개교(목포부 산정리)
- 1934년 3월 26일 현 위치로 이전
- 1938년 4월 1일 목포산정공립심상소학교로 개칭
- 1941년 4월 1일 목포산정공립국민학교로 개칭
- 1948년 12월 31일 목포산정국민학교로 개칭
- 1996년 3월 1일 목포산정초등학교로 개칭
- 2015년 2월 17일 제77회 졸업 22명(졸업생 수 총 30,418명)
- 2015년 3월 1일 9학급 편성(특수 학급 포함)
- 2015년 3월 1일 제34대 이계갑 교장 부임
- 2016년 9월 1일 제35대 박종상 교장 부임
- 2017년 3월 1일 무지개울림학교 지정(2017~2018년)
- 2019년 3월 1일 10학급 편성(일반학급 7학급, 특수학급 2학급)
- 2019년 3월 1일 전남혁신학교 지정 운영(~2022년까지 4년간)

## 학교 상징
- 교화 - 국화 : 고결, 진실함, 국가정신
- 교목 - 종가시나무 : 정직, 예의, 평화
- 교색 - 녹색 : 자연, 학생들의 성장

## 참고 자료
- 목포산정초등학교 - 한국교육학술정보원 학교알리미